# 殭屍狂潮
《殭屍狂潮》（英語：Zombie Tidal Wave）是一部2019年美國喪屍電視電影，由安東尼·費蘭提執導並與達比·帕克（Darby Parker）、喬許·勒布郎（Josh LeBlanc）共同編寫劇本；電影取自伊恩·齊爾林和桑德·列文構思的原創故事，主要向80年代的喪屍片致敬。講述一群突變喪屍乘著海嘯襲向泰國海岸的城鎮後，人們陷入災難之中，這使齊爾林主演的一名經驗豐富的水手集結同伴找出對抗喪屍的對策。
《殭屍狂潮》於2019年8月17日在Syfy首播。

## 劇情
以船維生的水手亨特·蕭在泰國海岸與海巡署同伴雷·麥克雷及其姪女潔妲在海上釣魚，並阻止紈褲子弟布雷恩在船上放煙火。之後，亨特三人遭到一名海中上船的喪屍襲擊，潔妲被咬成重傷；將喪屍扔下海後，潔妲被送往醫院，亨特接著與海岸鎮上的警長卡米奥·阿寇尼前往喪屍出沒處探查。他們遇上眾多喪屍襲來後急忙開船離開，但卻發現喪屍們隨著瘋狗浪襲向海岸，開始對路上的人們進行攻擊，許多人變成了喪屍。
與亨特曖昧的醫生肯琪·萊特在醫院遭到突變成喪屍的潔妲攻擊，她和雷被困在該建築物中。另一方面，肯琪女兒姍曼莎和阿寇尼女兒塔尼與樂團成員達格及其同夥一起躲避喪屍，最後達格為了引開喪屍而犧牲，姍曼莎被亨特和阿寇尼救出，塔尼則躲到山頂的德里斯科宅邸中。亨特之後到醫院與肯琪和雷會面，中途發現電擊能制服喪屍。眾人躲到德里斯科宅邸，房子主人德里斯科是個不喜歡外人的怪人且還捉了一個喪屍做研究。未料，那個喪屍掙脫束縛咬傷了阿寇尼。之後，亨特決定用炸彈轟炸喪屍誕生的沉船處，眾人一路對付喪屍一路殺出宅邸。阿寇尼坦白，過去曾有一間藥劑公司前來鎮上做人物實驗的藥物研究，但實際上該藥物不適合做實驗，最後公司帶著研究病患離開並讓船沉沒，阿寇尼為了錢隱瞞了一切。不久後，阿寇尼便成了喪屍，塔尼則忍痛利用一枚手榴彈讓父親與其他喪屍同歸於盡。
亨特、肯琪和姍曼莎利用潮池設置一個電流陷阱來殺死陸地上的喪屍，雖然過程中亨特受到一個強勁的喪屍阻礙，但陷阱最終成功發揮，陸地上的喪屍們全數倒下。雷、塔尼和德里斯科開船到沉船處投下炸彈，也順利炸死了海中全部的喪屍，雷和德里斯科在過程中犧牲，倖存的塔尼由下海岸與亨特、肯琪與姍曼莎團聚。最後，亨特決定留下來與肯琪在一起生活。

## 演員
- 伊恩·齊爾林飾演亨特·蕭（Hunter Shaw）
- 恰芮·卡西迪（Cheree Cassidy）飾演卡米奥·阿寇尼警長（Sheriff Kameo Akoni）
- 奇卡西·林茨比希勒（Chikashi Linzbichler）飾演雷·麥克雷（Ray McCray）
- 謝爾頓·喬利維特（Shelton Jolivette）飾演肯琪·萊特（Kenzie Wright）
- 塔圖姆·奇尼奎（Tatum Chiniquy）飾演姍曼莎·萊特（Samantha Wright）
- 安琪·蒂奧多拉·迪克（Angie Teodora Dick）飾演塔尼·阿寇尼（Taani Akoni）
- 藍迪·查拉希（Randy Charach）飾演馬帝·德里斯科（Marty Driscoll）
- 伊麗莎·馬騰古（Eliza Matengu）飾演潔妲·麥克雷（Jada McCray）
- 林肯·碧佛（Lincoln Bevers）飾演布雷恩（Blaine）
- 威爾·傑（Will Jay）飾演達格（Dag）

## 製作
自《風飛鯊》系列電影於2018年完結後，主演伊恩·齊爾林再度與導演安東尼·費蘭提合作喪屍片，故事源於齊爾林和桑德·列文的構想：喪屍乘著海浪襲向陸地。2019年6月，齊爾林確認擔任主演並帶著自己的公司參與製作，這部電影將於Syfy的週末特別企劃（包括一系列鯊魚題材的節目）中發行。電影於泰國甲米府拍攝。

## 發行
《殭屍狂潮》於2019年8月17日在Syfy首播，成為當天和隔日特別企劃一部分，同時也重播了六部《風飛鯊》電影。

## 外部連結
- 互联网电影数据库（IMDb）上《殭屍狂潮》的资料（英文）